# 卡维尼亚克
卡维尼亚克（法語：Cavignac，法語發音：[kaviɲak]）是法国吉伦特省的一个市镇，属于布莱区。

## 地理
卡维尼亚克（45°6'2"N, 0°23'24"W）面积6.63 平方千米，位于法国新阿基坦大区吉倫特省，该省份为法国西南部沿海省份，是法國本土面积最大的省，北起滨海夏朗德省，西临大西洋，南至朗德省，东南接洛特-加龍省，东临多爾多涅省。
与卡维尼亚克接壤的市镇（或旧市镇、城区）包括：圣马里安、塞扎克、拉吕斯卡德、马尔萨斯、马尔瑟奈。

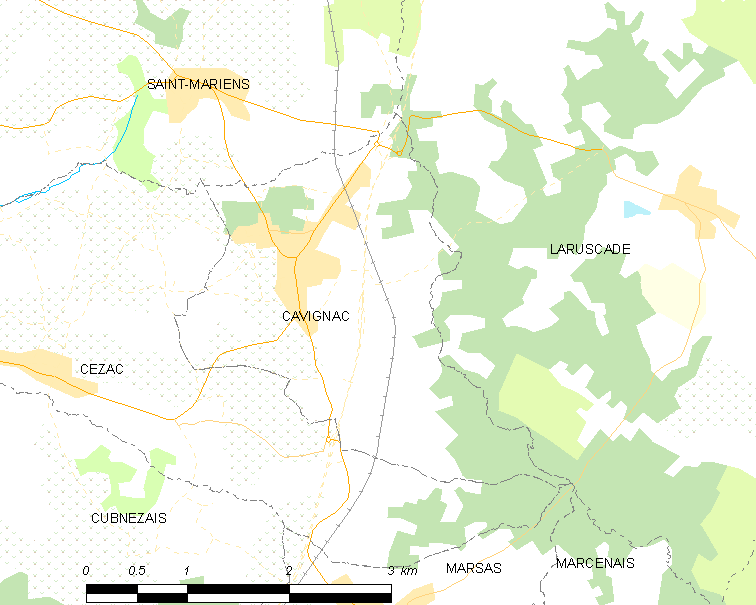
卡维尼亚克的OSM定位图

卡维尼亚克的时区为UTC+01:00、UTC+02:00（夏令时）。

## 行政
卡维尼亚克的邮政编码为33620，INSEE市镇编码为33114。

## 政治
卡维尼亚克所属的省级选区为北吉伦特县。

## 人口

1962-2008年间卡维尼亚克人口变化图示

卡维尼亚克于2022年1月1日时的人口数量为2368人。